# Neoseiulella neoviniferae
Neoseiulella neoviniferae är en spindeldjursart som beskrevs av Basha, Mahrous och Mostafa 2004. Neoseiulella neoviniferae ingår i släktet Neoseiulella och familjen Phytoseiidae. Inga underarter finns listade i Catalogue of Life.